# Louis Rendu
Pour les articles homonymes, voir Rendu (homonymie).
Louis Rendu, né le 9 décembre 1789 à Meyrin, alors du bailliage de Gex, et mort le 28 août 1859 à Annecy (alors du royaume de Sardaigne), est un homme d'Église savoisien, évêque d'Annecy (1842-1859), qui est également géologue et glaciologue.

## Biographie

### Origines
Louis Rendu naît le 9 décembre 1789 à Meyrin, situé alors dans le Pays de Gex, et dont la paroisse appartenait au diocèse de Genève. Issu d'une famille paysanne, pratiquante, plusieurs membres de sa famille font une carrière « universitaire, plébicistes et militants catholiques, Louis, Ambroise et Eugène Rendu et la célèbre sœur Rosalie, des Filles de saint Vincent de Paul ».

### Carrière religieuse
Il intègre le Grand séminaire de Chambéry, où il a failli être refusé, en 1807. Il devient rapidement professeur. Roger Devos et Charles Joisten le qualifie d'« autodidacte ». Durant ses congés, il est précepteur dans les familles nobles de la région, tout d'abord auprès des Saint-Bon, puis des Costa de Beauregard.
Il est ordonné prêtre le 10 juin 1814. Il intègre de suite le Collège Royal de Chambéry où il enseigne la littérature. En 1821, il enseigne également les mathématiques et la physique,. Il fait publier un ouvrage sur cette dernière en 1823. Le Collège royal passe aux Jésuites ce qui a pour conséquence la perte de sa chaire en 1829
Passionné de géologie et de glaciologie, il fonde en 1844 la Société d'histoire naturelle de la Savoie.
Contemporain d'Alexis Billiet, archevêque de Chambéry, il devient l'un des quatre collaborateurs des fondateurs de l'Académie de Savoie,.
Il est l'auteur d'une « enquête religieuse mais aussi folklorique ou plutôt ethnographique, effectuée auprès des curés du diocèse d'Annecy ». L'enquête a été envoyée le 15 avril 1845 et 109 réponses sur 290 paroisses ont été obtenues. L'ensemble a fait l'objet d'une publication en 1978 par l'Académie salésienne et le Centre alpin et rhodanien d'ethnologie.
Il est considéré comme un « fougueux polémiste auquel Mgr Billiet dut fréquemment prêcher la modération après 1848 ».
Attaché à la maison de Savoie, il meurt avant que ne s'engagent les débats sur l'Annexion de la Savoie à la France, le 28 août 1859 à Annecy

## Postérité
Des avenues portent son nom à Meyrin, sa commune de naissance, ainsi que dans la commune voisine de Genève.
Les glaciers Rendu (Alaska) et le mont Rendu (en) (Antarctique) portent son nom.

## Publications
- Traité : De l'influence des mœurs sur les lois et des lois sur les mœurs (lire en ligne sur Gallica).
- Théorie des glaciers de la Savoie, 1840 (lire sur Google Livres).
- Mémoire sur le prolétariat, 1845, adressé à Charles-Albert de Sardaigne, roi de Sardaigne[10].
- Lettre à S.M. le roi de Prusse (Frédéric-Guillaume IV), 1848, Lettre demandant la conversion du roi de Prusse (lire en ligne sur Gallica).
- Des efforts du protestantisme en Europe, et des moyens qu'il emploie pour pervertir les âmes catholiques, 1855 (lire en ligne sur Gallica).